# Per Carleson
Per Hjalmar Ludvig Carleson (Stoccolma, 11 luglio 1917 – Göteborg, 8 giugno 2004) è stato uno schermidore svedese, vincitore di una medaglia d'argento ed una di bronzo nella scherma ai giochi olimpici.